# Valvträsket (Råneå socken, Norrbotten)
Valvträsket är en sjö i Bodens kommun i Norrbotten och ingår i Råneälvens huvudavrinningsområde. Sjön har en area på 5,13 kvadratkilometer och ligger 36,9 meter över havet. Sjön avvattnas av vattendraget Råneälven.

## Delavrinningsområde
Valvträsket ingår i det delavrinningsområde (735048-176416) som SMHI kallar för Utloppet av Valvträsket. Medelhöjden är 78 meter över havet och ytan är 27,09 kvadratkilometer. Räknas de 121 avrinningsområdena uppströms in blir den ackumulerade arean 2 357,37 kvadratkilometer. Avrinningsområdets utflöde Råneälven mynnar i havet. Avrinningsområdet består mestadels av skog (67 procent). Avrinningsområdet har 4,98 kvadratkilometer vattenytor vilket ger det en sjöprocent på 18,4 procent.